# Sulamith Wülfing
Sulamith Wülfing (11 janvier 1901 - 20 mars 1989) est une artiste et illustratrice allemande.

## Biographie
Sulamith Wülfing est née à Elberfeld, Province de Rhénanie le 11 janvier 1901 de parents theosophistes, Karl et Hedwig Wülfing. Pendant les cinq premières années de sa vie, elle et ses parents ont vécu dans l'isolement complet. Enfant, Sulamith avait des visions d'anges, de fées, de gnomes et d'esprits de la nature. Elle a commencé à dessiner ces créatures à l'âge de quatre ans. Les visions ont continué tout au long de sa vie et ont directement inspiré ses peintures.
Sulamith Wülfing est diplômée de la Faculté d'art et de design (de) de Wuppertal en 1921. En 1932, elle épouse Otto Schulze, qui y était professeur. Ensemble, ils créent la maison d'édition Sulamith Wülfing Verlag. Pendant la Seconde Guerre mondiale, la zone industrielle autour de Wuppertal a été bombardée et la maison de Wülfing a été détruite, ainsi qu'un grand nombre de ses peintures.
Sa famille s'est séparée pendant la guerre, lorsqu'elle a reçu un faux rapport de la mort de son mari sur le front russe et s'est enfuie en France avec son unique enfant ; ils ont ensuite été réunis. Sous le régime nazi, ses livres ont été souvent brûlés et on lui a intimé à plusieurs reprises l'ordre de peindre selon les règles de l'époque.
Sulamith Wülfing considérait le mâitre mystique Jiddu Krishnamurti comme son mentor et guide spirituel et estimait que son influence l'avait aidée à traverser des moments difficiles. 
Elle est décédée en 1989 à l'âge de 88 ans.

## Œuvre
Le sujet du travail de Wülfing, de serein à mélancolique, est souvent mystérieux, avec des éléments narratifs dont l'observateur ne peut que pressentir le sens. Selon ses propres mots : « Pour les personnes à l'écoute de mes compositions, elles peuvent bien être le miroir de leurs propres expériences. C'est pour cette raison que j'ai laissé l'explication des dessins complètement au spectateur, afin qu'ils ne soient pas liés par mes interprétation de ce que chaque image devrait être. »
Les peintures caractéristiques de Wülfing présentent de jeunes femmes, minces, blondes et folles, avec de grands yeux et des visages tristes ou réfléchis, portant des robes à motifs élaborés, et parfois des voiles, des couronnes ornées de bijoux. Ces jeunes filles sont placées dans des décors extérieurs de bois crépusculaires et de prairies au clair de lune ou dans des intérieurs de château avec des détails vaguement gothiques (arches en pierre, vitraux, chaises sculptées en forme de trône). Certains des motifs sur les vêtements et les meubles ressemblent à des nœuds nordiques et celtiques (en). 
Les ronces et les épines, les papillons de nuit, les plumes, les feuilles et les fleurs délicatement rendues ajoutent de la richesse organique, de la texture et de la complexité aux images. Beaucoup de peintures donnent une sensation de conte de fées, avec des nains et des gnomes souriants, des chevaliers en armure, des dragons… Certains sont représentés pendant les vacances, généralement Noël ou Pâques. Plusieurs semblent représenter l'Annonciation. Une série en noir et blanc dépeint le chemin de croix. Dans les images à thème plus spirituel, les êtres ailés rayonnants semblent réconforter ou conseiller les humains en difficulté. Plusieurs des peintures abordent le thème de la grossesse et de la maternité, tandis que d'autres font écho à l'expérience de la solitude et de la séparation, et d'autres encore témoignent de l'amour et de l'épanouissement.
Par ailleurs, elle s’intéresse aux éléments et à leur association aux figures géométriques fondamentales tel l’icosaèdre s’identifiant parmi les cinq solides de Platon à l’élément eau mais aussi Vénus selon le Mysterium Cosmographicum de Johannes Kepler. Elle figure ainsi dans une œuvre le Christ Roi petit-enfant au sein du cristal icosaédrique symbolisant et matérialisant l’élément eau.
Wulfing a dit ceci à propos de son travail : « Mes dessins sont une représentation visuelle de mes sentiments les plus profonds - plaisir, peur, tristesse, bonheur, humour. Pour moi, il ne s'agit pas de créer des illustrations adaptées aux thèmes de la comptine. Mes idées me viennent à moi à partir de nombreuses sources, et en harmonie avec mes expériences personnelles que je peux les transformer en ces compositions de fées. Mes anges sont mes consolateurs, dirigeants, compagnons, gardes. Et les nains me montrent souvent les petites ironies et d'autres choses pour me faire sourire même dans les événements les plus impressionnants de la vie. ». Elle est surtout connue pour son travail dans la peinture et l'illustration, mais elle a également fait de la tapisserie.

## Publications
Quelques livres de Wülfing ont été publiés par Bluestar Communications. Cette maison d'édition faisait partie du mouvement New Age, qui a promu la « spiritualité thérapeutique » dans les années 1970,.
Au cours de la vie de l'artiste, plus de 200 de ses œuvres ont été publiées sous forme de cartes postales par le Sulamith Wülfing Verlag. Un livre de grand format avec quarante planches en couleurs, L'art fantastique de Sulamith Wulfing a été édité par David Larkin. Publié en 1977, le livre est maintenant épuisé. Au cours des années 1980, une série de plaques commémoratives en édition limitée mettant en vedette l'art de Wülfing ont été publiées. Wülfing a également créé une série d'illustrations pour La Petite Sirène de Hans Christian Andersen.
Les premiers exemples de collections de ses illustrations sont : Der Mond ist aufgegangen (de) (La lune s'est levée) (1933) ; Christian Morgenstern (1934); Die Truhe (1935) ; Der Leuchter (1936) ; Die Schwelle (1937) ; Die kleine Seejungfrau (La petite sirène) (1953).
Le livre, les assiettes et les cartes postales de Larkin sont désormais des objets de collection, tout comme les publications originales. Cependant, certains articles mettant en vedette ses œuvres d'art sont toujours imprimés : des ensembles de cartes de correspondance en boîte, des jeux d'oracle, des journaux, un calendrier annuel appelé Angel Spirits et quelques livres illustrés, dont Nature Spirits et The Little Mermaid.
Les livres Angel Oracle et Maidens & Love de Sulamith Wulfing ont été publiés par Bluestar Communications.

## Influence sur d'autres artistes
L'auteur-compositeur-interprète Stevie Nicks a crédité de Sulamith Wülfing d'avoir inspiré plusieurs de ses chansons, ainsi que la couverture de son album de 1983 The Wild Heart. Une vidéo d'un concert a montré des créations de Sulamith Wülfing lors de la tournée de 2005 de Stevie Gold Dust.
En 1973, Peter Sinfield, ancien parolier du groupe de rock progressif King Crimson, a utilisé le tableau Big Friend sur la couverture de son premier album solo Still. 
L'artiste et fabricant de poupées Marina Bychkova considère Sulamith Wülfing comme sa source d'inspiration. Une autre artiste dont le travail a été comparé à celui de Wülfing est Feeroozeh Golmohammadi (en).

## Critique
Pour Michael Folz, l'art de Wülfing est « un reflet réaliste du monde dans lequel elle vit : elle a vu les anges et les elfes de ses peintures tout au long de sa vie. »